# セキタヒロシ
セキタヒロシ（英: Hiroshi Sekita）は、日本のベーシスト、作曲家・編曲家、マニピュレーターである。
バークリー音楽大学パフォーマンス科ベース専攻を卒業後、1993年から2004年まで米国に滞在し、TOTO、シカゴ、アル・ジャロウ、ヴィニー・カリウタらのカバーやレコーディング・プロジェクトに参加した。
帰国後は稲葉エミとのユニット「solua」結成や多彩なサポート／スタジオワークを展開し、機材ブランド「Markbass」のエンドース・アーティストとしても活動している。

## 経歴
バークリー音楽院パフォーマンス科ベース専攻を卒業後、1993年から2004年まで約10年間アメリカ合衆国に滞在した。この期間中、アル・ジャロウ、TOTO、シカゴ、ヴィニー・カリウタ、マイケル・ランドウ、ラリー・ウィリアムズなど多くのミュージシャンとの共演やレコーディング・プロジェクトに参加した。
帰国後は、アーティストGARNiDELiAのサポートメンバーとして活動し、MYTH & ROIDのライブサポートなどを務めている。
また、稲葉エミとのユニット「solua」を結成し、2005年には『夜明けの足音』（TVアニメ『ノエイン もうひとりの君へ』主題歌）、2006年には『風の産声』（TVアニメ『ProjectBLUE 地球SOS』主題歌）をランティスレーベルからリリースした。
バンド「NORWAY」のメンバーとしても活動し、J-POP／アニメ系アーティストのライブやレコーディングにも多数参加している。

## 教育活動
ベーシスト向けの教則ビデオ『ギタースラップ 実践マニュアル 〜ベース脳でギタープレイが革命的進化〜』を制作しており、ILCA MUSICにてレッスンも行っている。

## ディスコグラフィ

### リーダー・ユニット作品
- solua『夜明けの足音』（2005年、ランティス）[10]
- solua『風の産声』（2006年、ランティス）[11]

### 参加作品
- 『SHOW BY ROCK!!』 - Plasmagica《Panoramatic Adventure》作曲[12]
- 『SHOW BY ROCK!! BEST Vol.1』（2016年）[13]

## 使用機材
Markbassの「Little Mark Tube 800」をはじめとする製品を使用しており、同社のエンドース・アーティストとして公式サイトに掲載されている。